# De Laminne
De Laminne en De Laminne de Bex is een Belgisch adellijk huis.

## Geschiedenis
- In 1783 werd door keizer Jozef II adelsverheffing verleend aan Remacle de Laminne.
- Een zoon van Remacle was Louis de Laminne, Belgisch volksvertegenwoordiger, getrouwd met Lambertine de Bex. Hun twee zoons, Ernest en Adolphe, werden in de adel erkend.

## Ernest de Laminne
Ernest de Laminne (Luik, 5 februari 1821 - 25 juli 1888) werd in 1883 erkend in de erfelijke adel, met de titel ridder, overdraagbaar op alle mannelijke )afstammelingen. Hij trouwde in Luik in 1846 met Ernestine de Potesta (1824-1867) en hertrouwde in Grivegnée in 1879 met Hélène Schwab (1852-1935). Hij kreeg drie kinderen uit het eerste en vijf kinderen uit het tweede huwelijk.
Met talrijke afstammelingen tot heden.

## Adolphe de Laminne
Jean François Adolphe de Laminne (Luik, 8 juli 1825 - 5 april 1908) werd in 1884 erkend in de erfelijke adel, met de titel ridder, overdraagbaar op alle mannelijke afstammelingen. Hij trouwde in Luik in 1852 met Sophie de Potesta (1831-1900). Ze kregen zeven kinderen. Met afstammelingen tot heden.

## Jules de Laminne
Ridder Jules de Laminne (Luik 7, februari 1876 -  1957) was een niet praktiserend doctor in de rechten. Hij was bekend als Belgisch luchtvaartpionier en eigenaar van het 9de Belgische vliegbrevet en auteur van Le Printemps de l’ Aviation Belge.

## De Laminne de Bex
Nadat een paar huwelijken de Laminne - de Bex hadden plaatsgevonden, werd aan nogal wat familieleden in 1925 en ook nog in 2001 vergunning verleend om de Bex toe te voegen aan de Laminne. De naam verwees naar de uitgedoofde tak die afstamde van Pierre Bex (1594-1651), een bekend Luiks burgemeester, die de volkse fractie van de Grignoux aanvoerde tegen de prins-bisschop en die in 1651 werd terechtgesteld.

## Ernest de Laminne de Bex
Ernest de Laminne, toen ridder, mocht "de Bex" aan zijn familienaam toevoegen in 2001.
Bij de gemeenteraadsverkiezingen van 2006 stond hij op 33e plaats op de cdH-lijst in Brussel, hij werd 11e opvolger.
Hij kocht in 2014 het kasteel van Oppem in Wezembeek-Oppem.
Hij was al ridder en kreeg de baronstitel, op voorspraak van toenmalig minister van buitenlandse zaken Didier Reynders, eerst in persoonlijke naam in 2014, en daarna erfelijk in 2015.
Hij is ereconsul van Malta sinds 2018; daarvoor was hij ereconsul van Georgië sinds 2015.
Hij wordt verdacht van spionage voor Rusland en China en zou Russisch geld doorgesluisd hebben naar de extreem-rechtse partij Parti Populaire van Mischael Modrikamen.